# Третій шлях (ідеологія)
Третій шлях  (або Третя позиція, також Теорія Третьої позиції) — політична ідеологія, яка була розроблена наприкінці 20-го століття політичними партіями, включаючи «Третю позицію» (італ. Terza Posizione) в Італії та «Третій шлях» (фр. Troisième Voie) у Франції. Ідеологія підкреслює протидію як комунізму, так і капіталізму. Політики «Третього шляху», як правило, представляють себе «окремо від лівих і правих», і не знаходяться посеред сіро-ліберальних тенденцій, а синкретизують ідеї з кожного кінця політичного спектра, — як правило, реакційні праві культурні погляди та радикальні ліві економічні погляди. У той же час більшість з них дуже екстремістські.
Ця теорія розглядалася такими вченими, як Роджер Ґріффін, і переважно британськими політологами. Оскільки в Теорії Третьої позиції до цього часу розроблено цілий ряд нових ідей, в них міститься антилібералізм, претензії до націоналізму, включають такі речі, як синтез націоналізму і марксизму-ленінізму — нео-більшовизм.
Теорії Третьої позиції відповідає ідеологія Чучхе, штрассеризм, націонал-синдикалізм, баасизм, фалангізм, перонізм, арабський соціалізм, націонал-більшовизм, націонал-анархізм, нацизм, фашизм, лівий націоналізм, соціал-націоналізм.
Ідеології третього варіанту можуть поділятися на демократичні, і авторитарні за характером, оскільки "треті" є доволі різноманітними, наприклад, лівий націоналізм є і демократичний, а є і авторитарний, вони протиставляються одне одному. Нац-більшовизм - авторитарна, націонал-анархізм - демократична (анархізм), тощо.

## Приклади зарубіжних країн
Прикладом такого третього шляху є Веймарська республіка з її «революційним консерватизмом».

### Італія
Початково теорія Третьої позиції в Італії була лівими теоріями, але в 30-х роках вона поступово стала правою. Італійський фашистський лідер Беніто Муссоліні публічно заявив, що в своїй публічній промові він слідував «третім шляхом». Він стверджує, що фашизм повинен бути антикапіталістичним та антикомуністичним. Він сказав, що треба третій спосіб. Після смерті Беніто Муссоліні в Італії третю позицію склали в основному відомі неофашисти Італії Габріель Еддіпопі та Роберто Фіоре.

### Франція
У 1985 році Жан-Жил Малліаракіс створив політичну партію «Третього шляху» (фр. Troisième Voie). Він вважав, що його головними ворогами є США, комунізм, сіонізм. Партія виступала за радикальні шляхи національної революції. Не отримавши жодного місця на загальних виборах в 1991 році партія ліквідувалася. В даний час Національний фронт виступає за теорію третьої позиції.

### Чехія
Чеська робітнича партія також розглядається в якості прикладу третього шляху.

### Аргентина
Хустисіалістська партія також потрапляє в цю категорію.

### Південна Африка
В Південній Африці був близький до крайньої правої третьої позиції і дуже схожий на нацизм: расизм, мілітаризм, антикапіталізм, антикомуністичний рух.

### Лівія
Лівійський Каддафі запропонував Теорію Третього шляху в 1970-х роках. Ця теорія базується на ідеях ісламського соціалізму, арабського націоналізму та прямої демократії, і схожа на тітоїзм. Каддафі вважав, що капіталізм і комунізм виявилися непридатними для третього світу, а його третя міжнародна теорія вказує шлях країнам третього світу. У Теорії Третього шляху на основі «міжнародної теорії Каддафі» в Лівії з 1977 року, країна змінила назву Джамахірія, і відповідно, «народна республіка» отримала націонал-соціалістичну форму. Лівійський уряд в Лівії заявляє, що не належить «ні до одної партії», натомість вказує на «прямі демократії» громадськості через «безпосередню участь» місцевих комітетів з управління країною, і місцевого комітету — органу Революційного комітету безпосередньо під контролем Каддафі.

### США
У Сполучених Штатах, в політичних дослідженнях Political Research Associates стверджується, що з кінця 20 століття політика Третьої позиції була підтримана деякими білими націоналістичними і неонацистськими групами, такими як Національний альянс, Американський фронт, Традиціоналістською робочою партією і Білим арійським опором, а також деякими чорними націоналістичними групами такими як Нація Ісламу. У 2010 році Американська партія Третя позиція (пізніше перейменована в Американську партію Свободи) була певною мірою заснована для вираження право-популістського обурення, викликаного фінансовою кризою 2007—2010 років, і політикою адміністрації Обами.

### Польща
В Польщі ідеологія Третього шляху представлена переважно партією Національне відродження Польщі.

### Велика Британія
З Третьою позицією в цій країні була пов'язана політична концепція Політичний солдат, яка відігравала провідну роль у Британському національному фронті з кінця 1970-х років під командуванням молодих радикалів Ніка Гріффіна, Патріка Харрінгтона та Дерека Голланді з Офіційного національного фронту.
Неофашистський Офіційний національний фронт — одна з двох крайніх правих груп, що з'явилася в Сполученому Королівстві в 1986 році після розколу всередині Британського національного фронту.

### Росія
Подібні екстремістські погляди поширюються і в Росії — Національна більшовицька партія та Ліберально-демократична партія Росії є основними прикладами з цих організацій.
Ідеологічну доктрину «Російського світу» називають фактичним крахом немаргінального «сучасного європейського російського націоналізму» — незалежної і самостійної від влади РФ політичної ідеології. Російські ідеологи оголошують «Російський світ» «цивілізаційним полюсом» в протиставлення «американському полюсу», «європейській інтеграції, яка формує принципово нову геополітичну реальність» і «Китаю, який підтягує до себе країни Третього світу».